# Gaspard Gobaut
Gaspard Gobaut, né le 24 décembre 1814 à Paris où il est mort le 30 août 1882, est un peintre français.

## Biographie
Gaspard Gobaut est le fils de Marie Pierre Gobaut, pharmacien aux armées, et d'Anne Catherine Emilie Bouilliet.
Il est aquarelliste au ministère de la guerre.
Il épouse Monique Chantaise en septembre 1849 à Paris.
Il meurt le 30 août 1882 à son domicile parisien à l'âge de 67 ans. Il est inhumé le 1er septembre au Cimetière du Montparnasse.

Quelques œuvres de Gaspard Gobaut
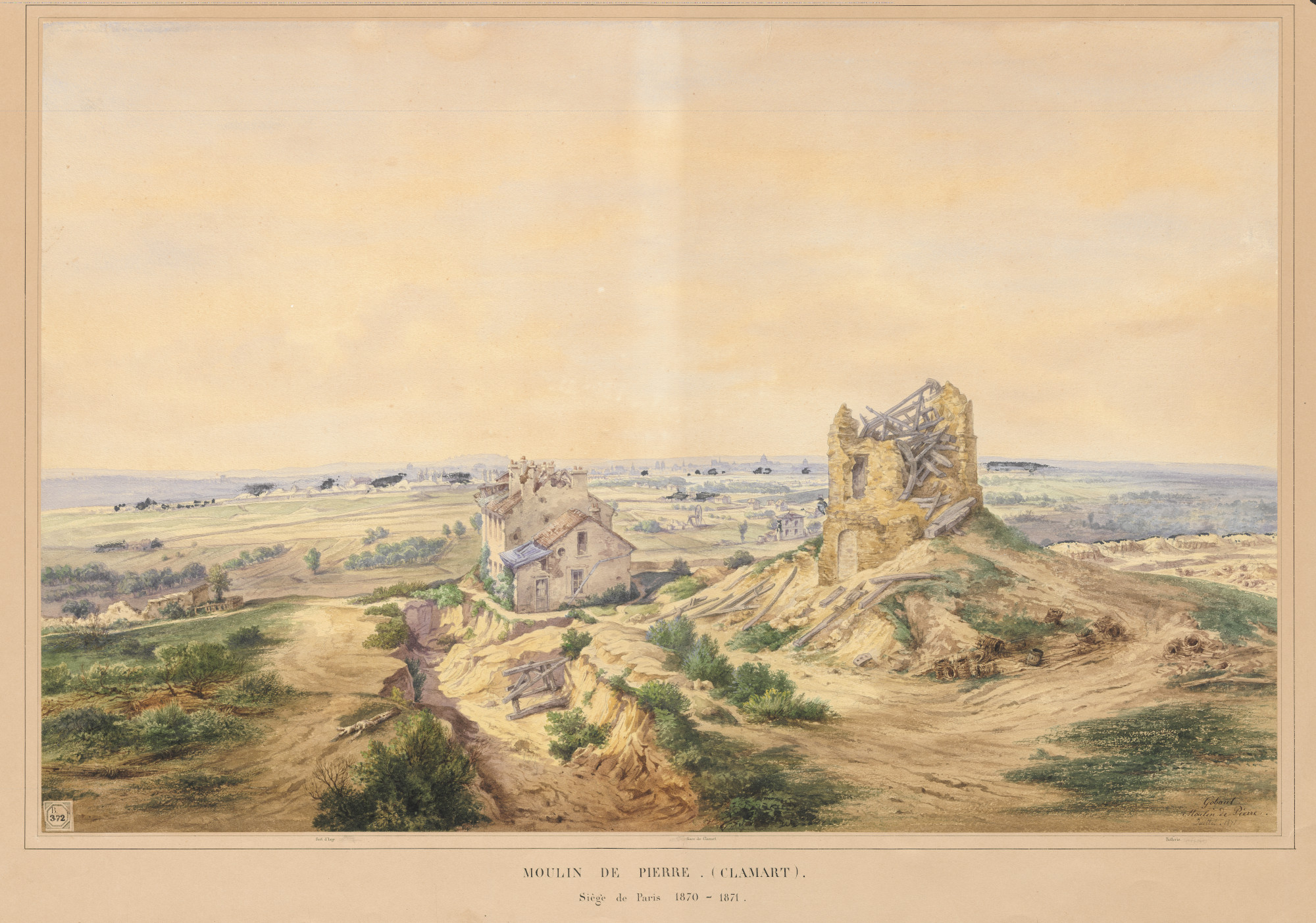
Le Moulin de Pierre à Clamart en 1870-1871
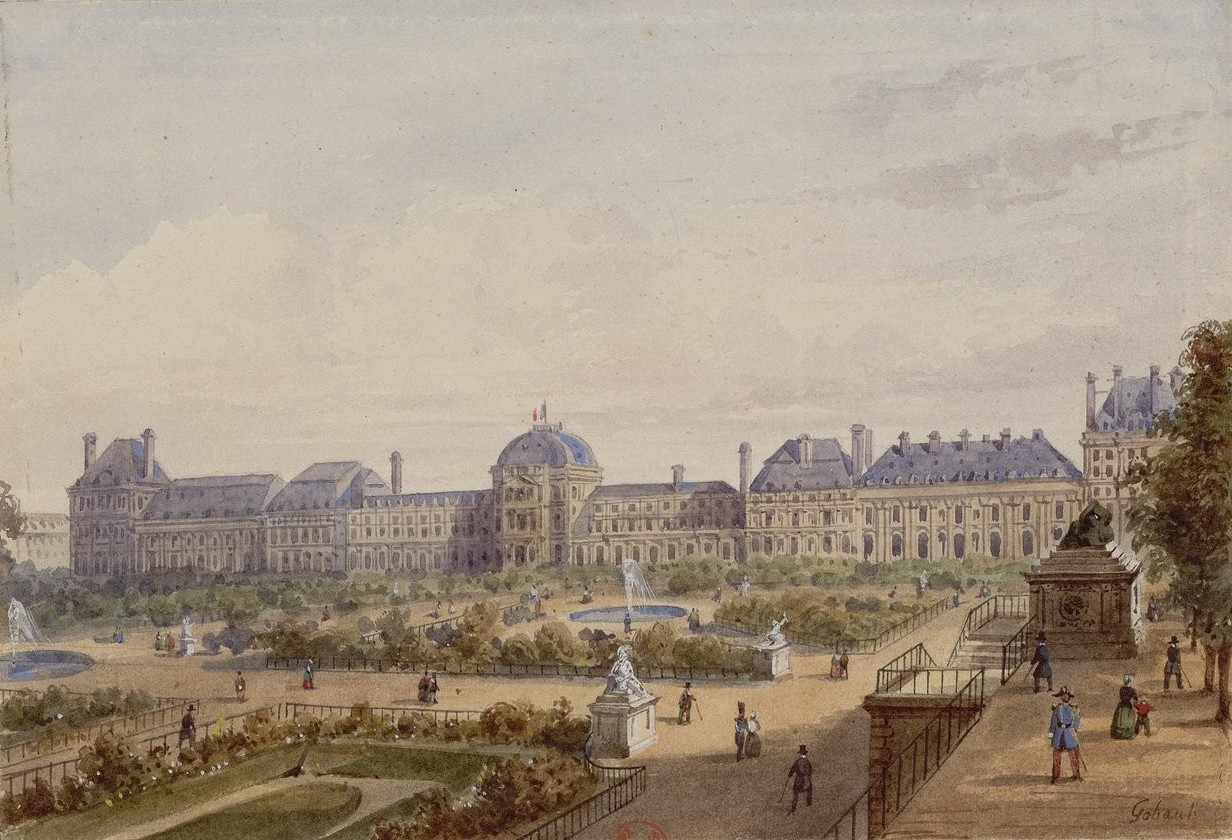
Le palais et le jardin des Tuileries en 1847
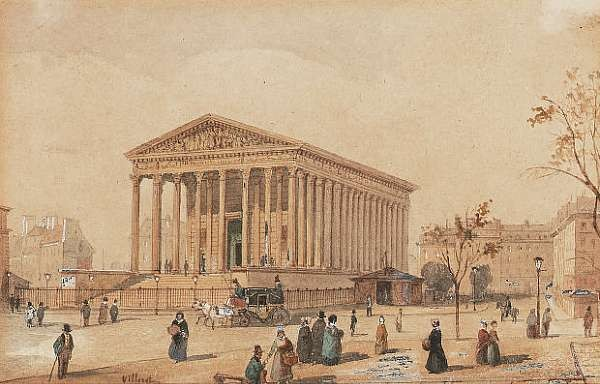
L'église de la Madeleine à Paris
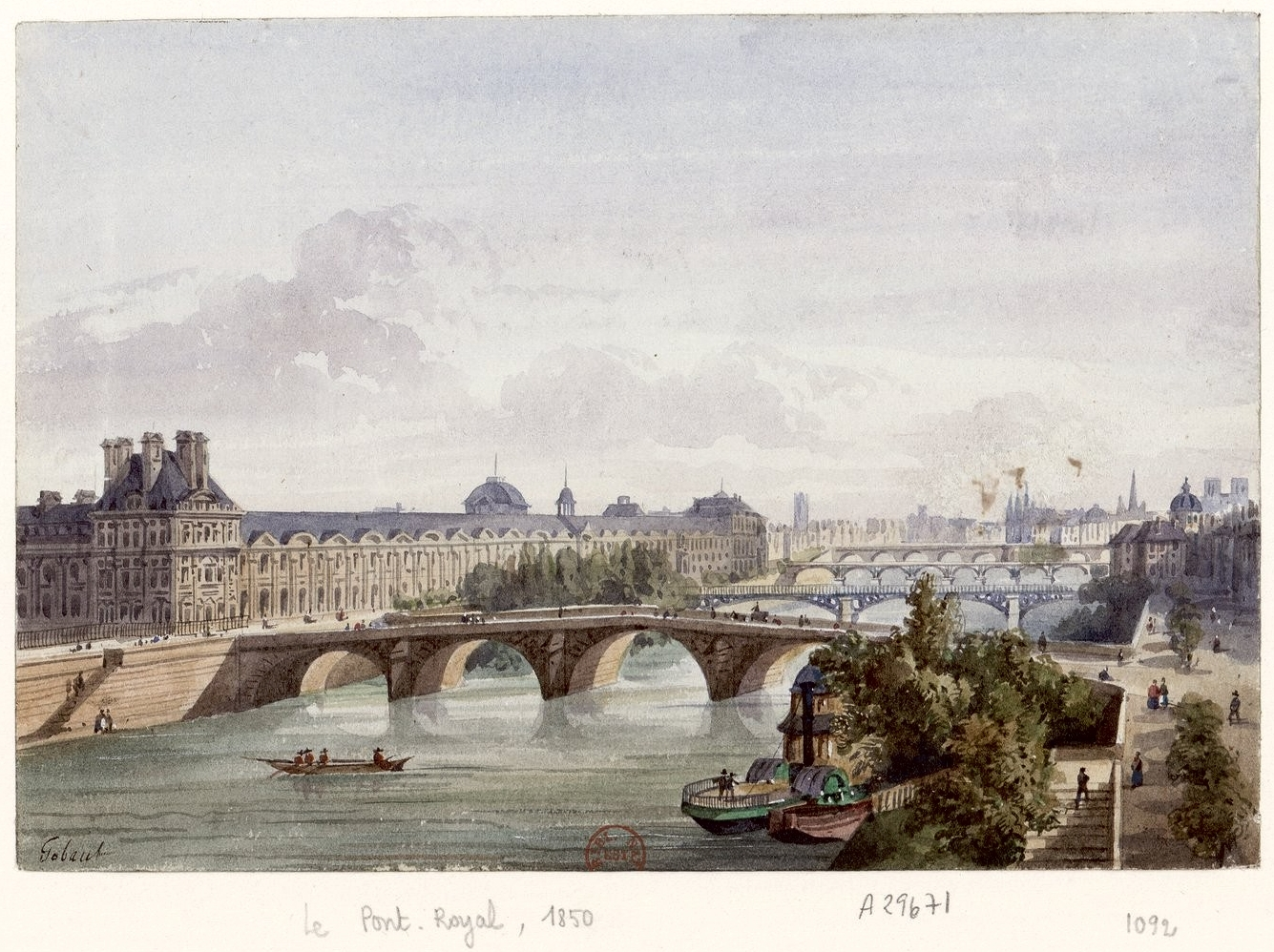
Le Pont Royal en 1850

## Distinctions
- Chevalier de la Légion d'honneur en 1871[3].